# 東京ゴッドファーザーズ
『東京ゴッドファーザーズ』（とうきょうゴッドファーザーズ、英題: Tokyo Godfathers）は、2003年の日本のアニメ映画。

## 概要
『パーフェクトブルー』『千年女優』に続く今敏監督による長編劇場映画第3作である。リアルな演出で知られる今敏としては珍しくファンタジー要素がなく、最も現実世界に近い作品である。
ストーリーとしてはシンプルで、東京の新宿に暮らす3人のホームレスがクリスマスの夜にゴミ捨て場で赤ちゃんを拾い、残された手掛かりから何とかその赤ちゃんを親元へ返そうと奮戦するというコメディである。
本作は、1948年のアメリカ映画『三人の名付親』（原題: 3 Godfathers）に着想を得た映画としても知られている。

## あらすじ
自称・元競輪選手のギンちゃん、元ドラァグ・クイーンのハナちゃん、家出少女のミユキ、三人は新宿の公園でホームレス生活を送っていた。クリスマスの晩、ハナちゃんの提案でゴミ捨て場にクリスマス・プレゼントを探しに出かけた三人は、赤ちゃんを拾う。
赤ちゃんに「清子」と名付け、自分で育てると言い張るハナちゃんを説得し、三人は清子の実の親探しに出かけるが、行く先々で騒動が巻き起こる。

## 登場人物
ギン
声 - 江守徹
自称、元競輪選手のホームレス（本当は自転車屋の親父）。3人の中ではホームレス歴が一番長い。ギャンブルによる借金のために家族を残してホームレスになったが、根は娘想いで大きくなっているはずの娘のために、コツコツとお金を貯めている。ギンの娘も、赤ん坊と同じ「キヨコ」という名前である。当初は清子の両親探しに乗り気ではなかったが、娘との再会や清子が誘拐された子であることを知り、幸子を追う。今までギャンブル運とは皆無だったが、終幕近くで宝くじで巨額を当てる。
ハナ
声 - 梅垣義明
元ドラァグクイーンのオカマのホームレス。彼氏と死に別れたことで生活力を失いホームレスとなる。家族に恵まれなかったため、清子の境遇に一番同情している。非常に人情深く、大好きだった「泣いた赤鬼」に準え、ギンの為にあえて悪役を引き受けることもある。ホームレス生活がたたり体が弱くなっているが、その事を他の2人には隠していた。捨てられていた赤ちゃんに「清子」という名前をつける名付け親。よく一句思い付いて呟く場面がある。
劇中ハナが担当声優の梅垣義明の十八番でもある「ろくでなし」を歌うシーンがある。
ミユキ
声 - 岡本綾
家出少女の高校生。猫を捨てられたと勘違いして、父親を口論の末に刃物で刺してしまい、そのまま家を飛び出しギン達と生活することになる。ミユキの父は、肉親と離れ離れになった行方不明の赤ん坊（清子）捜索の担当者だった。家出前は太っていたが、現在は長いホームレス生活により痩せている。2人に憎まれ口を叩きながらも清子の両親探しを手伝い、清子を道連れに自殺を図る幸子に一喝した。ラストは喧嘩別れした父と再会を果たした。漢字で書くと「美由紀」。
清子
声 - こおろぎさとみ
ゴミ捨て場に置き去りにされていた新生児。拾われたのがクリスマスだったため、「きよしこの夜」からとって清子（きよこ）と名づけられた。3人が彼女を拾ってから、行く先々で奇跡がかった出来事が起きる。
太田
声 - 飯塚昭三
墓参りの帰りに坂道で自分の車に潰されかけていたところを、ギン達3人に助けられたヤクザの親分。3人を娘の披露宴に招待するが、これが元で3人は銃撃事件に巻き込まれる事になる。ギンが供え物の酒をくすねた墓石にも同じ苗字が彫られている。
母さん
声 - 加藤精三
ハナが以前働いていたオカマバーのママ。広い心の持ち主で、ハナが客とのいざこざの末に飛び出した後も、「お金で解決できることだから」と特にハナを責めることなく待っていた。
泰男
声 - 石丸博也
幸子の夫で、清子をゴミ捨て場に放置した張本人。ごみ溜めのような部屋で、ギャンブルに儚い夢を見ながらダラダラと生きているダメ人間。その姿にかつての自分を見たギンにどやされる。その後、清子が実の娘ではないことをギンに話し、自殺を図る幸子に謝罪し、駆けつける。
老人
声 - 槐柳二
老ホームレス。路上で倒れているところをギンに見付けられ、死に際に自分の遺品を処分するように託す。
ミユキの父
声 - 屋良有作
警察官。とある病院で起こった新生児連れ去り事件を担当している。清子が無事保護された後ミユキと病院で再会する。妻は宗教にいれこんでいる。
幸子
声 - 寺瀬今日子
清子の母親と名乗る女性。清子を夫の泰男に捨てられた後、絶望して川に飛び込もうとしたところをハナとミユキに止められ、清子と再会するが、実際は清子は本当の子ではなく流産したショックで誘拐した他人の子で、自分の子として一緒に自殺しようと画策するも真相を知った3人によって阻止された。
ギンの娘（キヨコ）
声 - 能登麻美子
現在は看護師として働いている。ギンがいなくなった後も、彼を恨むことなく母親と2人で待ち続けていた。近々結婚予定。
医者
声 - 大塚明夫
旅の途中で倒れたハナを診察した医師。実はギンの娘（キヨコ）の結婚相手。
新郎
声 - 小山力也
太田の娘婿。ギンの借金を取り立てていたヤクザ。銃撃されかけた太田を庇い重傷を負う。
胡桃沢
声 - 犬山犬子
幸子夫婦が住んでいた近所の住人。
山之内
声 - 矢原加奈子
猫ババ
声 - 柴田理恵
幸子夫婦が住んでいた家の近所の住人。
タクシー運転手
声 - 山寺宏一
3人に、妙に腐れ縁のある人。殺人未遂の犯人を知らずに運んでいたり、カーチェイスに付き合わされたりと、ろくな目に遭わない。
その他
声 - 宇垣秀成、小形満、川崎恵理子、芝原チヤコ、竹口安芸子、伊藤和晃、古田信幸、湯屋敦子、清水敏孝、堀川仁、風間勇刀、原田正夫、最上嗣生、園部好德、川瀬晶子

## スタッフ
- 原作・監督 / 絵コンテ - 今敏
- 企画 - 丸山正雄（マッドハウス）
- 脚本 - 信本敬子、今敏
- キャラクターデザイン - 小西賢一、今敏
- 演出 - 古屋勝悟
- 作画監督 - 小西賢一 / 安藤雅司、井上俊之
- 美術監督 - 池信孝
- 美術監督補佐 - 猪田薫、伊奈淳子
- 色彩設計 - 橋本賢
- 色彩設計補佐 - 鳥形昌子
- 撮影監督 - 須貝克俊
- 編集 - 瀬山武司、木村佳史子
- タイトルロゴ - 山下京子
- 音楽 - 鈴木慶一、ムーンライダーズ
- 音楽制作 - エガリテ ムーンライダーズ ディビジョン
- 音響監督 - 三間雅文
- 音響効果 - 倉橋静男（サウンドボックス）
- キャスティングマネージャー - 柏倉ツトム
- 録音スタジオ - アオイスタジオ
- 音響制作 - テクノサウンド
- 制作プロデューサー - 豊田智紀
- 制作進行 - 吉野智美、渡邉和夫、高橋亮平
- アニメーション制作 - マッドハウス
- プロデューサー - 小林信一、滝山雅夫、真木太郎
- アソシエイトプロデューサー - 増田弘道、森島太朗、千野毅彦、横山真二郎、神部宗之
- 配給・宣伝 - ソニー・ピクチャーズエンタテインメント
- 製作 - 「東京ゴッドファーザーズ」製作委員会（マッドハウス、ソニー・ピクチャーズエンタテインメント、電通、ジェンコ）

## 制作
『千年女優』の制作期間中にマッドハウスのプロデューサーから今に次の作品の企画を出さないかという誘いがあり、映画完成後に二か月ほどかけて簡単な企画書を書いて提出したところ、すぐに「GO」サインが出たので、具体的なストーリー作りをして制作に入った。原作・脚本を監督の今敏が担当し、共同脚本にはドラマ『白線流し』やアニメーション『カウボーイビバップ』の信本敬子を迎えた。作画監督にはスタジオジブリ在籍時代に『ホーホケキョ となりの山田くん』の作画監督をつとめた小西賢一、演出には古屋勝悟を迎えた。
前2作はキャラクターよりも物語の進行を重視してカットを設計していたが、本作ではアニメーションの魅力としてキャラクターの芝居を重要視し、キャラクターがそこにいる実在感のようなものを何よりも優先してシナリオも絵コンテも作っている。見かけ上はかなりコミカルなストーリーや芝居であるが、単純に古臭いマンガ映画的解釈に戻ろうというわけではなく、リアル指向のアニメーションを経た先にある漫画的解釈を目指して制作された。
本作からデジタルアニメとなっている。

## 配給
配給は、日本のソニー・ピクチャーズエンタテインメントとなり、2003年11月8日に公開となった。国内だけでなく海外配給もソニー・ピクチャーズが権利を獲得して同社系のデスティネーション・フィルムズと独立系のIDPが担い、2004年1月16日に北米で公開された。劇場数は10スクリーンで興行収入は12万9560ドルだった。

## テーマ
「人情物」と言っても良い作品だが、今作品らしく一筋縄では行かない仕掛けがあれこれ施されており、自身は「ひねった人情物」と呼んでいる。
本作は、「血はつながっていないがまるで家族のように暮らしている主役の3人が、赤ん坊がきっかけとなってもたらされる奇跡のような偶然により、それぞれが失ってしまった本来の家族との繋がりを回復して行く」という話であり、重要なモチーフとなるのは「偶然」と「家族」である。
これまでの2作品とは違い、本作ではあからさまな「虚構と現実の混交」というモチーフは採用していない。しかし、客観的な現実とは別の流れを大切にしている作品なので、目の肥えた観客ならばそうした多元的な物語世界を楽しめる仕掛けも施されているという。あらすじだけ見るとたしかに「虚構と現実」のモチーフは取り扱われていないように見えるが、丁寧に見ていくと本作でも「虚構と現実」の関係を意識されていることがわかる。作劇上・演出上で意識されているのは、「意味のある偶然の一致」、つまり奇跡的な出来事を連鎖させて物語を進めて行くことだった。今はプレスシートに「科学の論理兵器によって異界へと押しやられた『奇跡と偶然』を健全に回復しようというのが本作の試みです」と書いているが、その一文の通り、本作には「意味を持った偶然」「ありえないような出来事」が次々と起きる。つまり、リアルに描かれているように見える現実の東京のホームレスの生活の中に、「奇跡と偶然」という「虚構」が平然と入り込んでくるというのが本作の趣向であり、現実にはあり得ない出来事の連続を、いかにもありえそうな現実味と説得力をもって描いてみせるというのが本作の狙いである。
ホームレスは言葉通り、「家がない」ということだが、この作品においては単に「 “家”を失った人」というだけではなく「“家族”を失った人」という意味で捉えており、そういう意味で本作は「失った家族との関係を回復する物語といって良い」と今は語っている。夢のある映画やアニメには相応しいとは言い難いホームレスを主人公に設定したのは、この企画を思いつく以前から今がホームレスという存在が気になっていたからである。「豊かな時代であっても生まれてしまうが、同時に世の中が豊かであるがゆえに養われ得る存在である彼らは、街（都市）に生かされているのではないか」と思ったのが作品の発想のきっかけのひとつだった。もうひとつは、都会の建物や路地にも魂は宿るのではないかという都市におけるアニミズム的考えで、主人公たちは都市に重なる異界に踏み込んで行くという発想であった。今は、疑似家族のように暮らしているホームレスの3人が赤ちゃんを拾って親元に返そうとする話を軸に、彼らが奇妙な偶然が連鎖する"異界"に踏み込み、その道中に出会う人々や事件を通して、彼らが家族や社会との関係性を回復して行き、そんな彼らを「東京」というもう一人の主人公が見守っているという話をイメージした。実際にエアコンの室外機や窓などを目や口に見立てた「顔に見える風景」がさまざまなカットに仕込まれていて、それらは主人公たちを見つめる、町に住む八百万の神の姿とでもいうべきもので、その点で本作における「世界観」を表しているものだと考えられる。登場人物たちの視点では、この「顔」を発見することはできず、観客のみが気付くことができる。つまり本作の背景は、同じ1枚の絵でありながら「登場人物にとっての現実」と「観客にだけ見える顔のある風景＝一種の虚構」という二重の情報が重なっている仕掛けになっており、ここにも虚構が仕込まれている。
血のつながりのない主人公たち三人の設定には「"家族"に見える」という条件があった。それは「これからの新しい家族像」を模索して提示したというほど大げさなことではなく、「こんな感じの繋がり方の家族があってもいいのではないか」という程度の思いを今が彼らに託しただけだった。「新しい家族像はこうあるべきだ」というような定型のモデルではなく、各人それぞれの家族の在り方を模索することが必要なのではと提案するというのが今の考えであった。また今は、ホームレスを弱者や不幸の代表、あるいは社会の邪魔者であるといった観点で描いたつもりはなく、3人は現実のホームレスの存在というよりも誰にでもある弱さや後悔の象徴であるとも言っている。彼らはホームレスだからではなく、それぞれの人生に以前の輝きを失っているから不幸なのであり、それを回復する過程にこそ幸福があり、それがこの作品の物語そのものであるということである。
自分の価値観が一般的ではないからこそ作品を作って人前に出す意味があると考える今は、アニメ界の同業者が見向きもしないようなアイディアをこそ好む。つまり、「ゴミ置き場で赤ん坊を見つける」ことでストーリーが動き出す本作の物語そのものがよくそれを表していると言っている。「ゴミ」はいわば同業の他者が不要として捨てたアイディアであり、赤ちゃんを拾ってくるのは、今がそうしたアイディアのゴミ置き場から自分が素晴らしいと思うアイディアを拾ってくる行為につながるからである。

## 受賞歴
- 第23回（平成15年度）藤本賞奨励賞：丸山正雄
- 東京アニメアワード2004：コンペティション劇場映画部門優秀作品賞[17]
  - 同・個人賞　監督賞：今敏
  - 同・個人賞　美術賞：池信孝
- 第58回毎日映画コンクール：毎日映画コンクールアニメーション映画賞
- Future Film Festival（イタリア）：最優秀作品賞
- 平成15年度第7回文化庁メディア芸術祭アニメーション部門：優秀賞[18]
- 第36回シッチェス・カタロニア国際映画祭（スペイン）：最優秀アニメーション映画観客賞
- 第18回デジタルコンテンツグランプリ：経済産業大臣賞

## 舞台版
2021年5月12日から30日まで新国立劇場 小劇場、6月4日から6日まで穂の国とよはし芸術劇場PLAT 主ホール、6月11日から12日まで兵庫県立芸術文化センター 阪急中ホール、6月17日から18日高崎芸術劇場 スタジオシアターを会場に公演された。当初は5月2日と3日にプレビュー公演と、5月6日から11日までの公演も予定されてたが、新型コロナウイルス感染症の影響で中止になった。

### 出演者（舞台）
- 松岡昌宏
- マキタスポーツ
- 夏子
- 春海四方
- 大石継太
- 新川將人
- 池田有希子
- 杉村誠子
- 周本絵梨香
- 阿岐之将一
- 玲央バルトナー

### スタッフ（舞台）
- 原作：今敏
- 上演台本：土屋理敬
- 演出：藤田俊太郎
- 美術：乘峯雅寛
- 照明：日下靖順
- 音響：けんのき敦
- 衣裳：前田文子
- ヘアメイク：川端富生
- 映像：横山翼
- 振付：新海絵理子
- 演出助手：平井由紀
- 舞台監督：倉科史典